# Chute Vernal
La chute Vernal (en anglais : Vernal Fall) est une chute d'eau américaine située dans le comté de Mariposa, en Californie. D'une hauteur de 97 mètres, cette chute formée par la Merced relève de la Yosemite Wilderness, dans le parc national de Yosemite.
Dans Un été dans la Sierra, paru en 1911, John Muir indique avoir retrouvé un ancien professeur à lui, J. D. Butler, près de la chute Vernal le 3 août 1869, après avoir dès la veille pressenti sans aucune raison sa présence dans la vallée de Yosemite.